# منتخب أوكرانيا تحت 21 سنة لكرة القدم
منتخب أوكرانيا تحت 21 سنة لكرة القدم هو الممثل الرسمي لـ أوكرانيا في بطولات كرة القدم تحت 21 سنة. يشارك الفريق في بطولة أوروبا تحت 21 لكرة القدم التي تقام كل عامين.